# Ököritófülpös
Ököritófülpös è un comune dell'Ungheria di 1 966 abitanti (dati 2001). È situato nella contea di Szabolcs-Szatmár-Bereg.
Fu teatro, nel 1911, di un incendio sviluppatosi in un capanno durante una festa da ballo. Con le sue 312 vittime fu la seconda tragedia dell'epoca per numero di morti, dopo la catastrofe del Titanic.